# پودسلون، استان دوبریچ
پودسلون (به بلغاری: Podslon) روستایی در بلغارستان است که در شهرستان دوبریچکا واقع شده‌است.